# 이시즈 다이스케
이시즈 다이스케(일본어: 石津 大介, 1990년 1월 15일 ~ )는 일본의 축구 선수이다.

## 구단 경력
그는 2012년부터 2023년까지 J리그의 아비스파 후쿠오카, 비셀 고베, FC 기후, 테게바자로 미야자키에서 활동하였다.